# Cochrane, Wisconsin
Cochrane là một làng thuộc quận Buffalo, tiểu bang Wisconsin, Hoa Kỳ. Năm 2006, dân số của làng này là 435 người.